# Sena (Aragónia)
Sena egy község Spanyolországban, Huesca tartományban. Sena Albalatillo, Sariñena, Villanueva de Sigena, Valfarta, La Almolda és Castejón de Monegros községekkel határos. Lakosainak száma 476 fő (2024).

## Népesség
A település népessége az utóbbi években az alábbiak szerint változott:
| Lakosok száma | 567  | 556  | 547  | 548  | 542  | 516  | 481  | 495  | 496  | 476  |
|               | 2001 | 2004 | 2007 | 2009 | 2012 | 2014 | 2017 | 2019 | 2022 | 2024 |